# Albert Hague
Albert Hague, ursprungligen Marcuse, född 13 oktober 1920 i Berlin, Tyskland, död 12 november 2001 i Marina del Rey, Los Angeles, Kalifornien, var en tyskfödd amerikansk skådespelare och kompositör.

## Biografi
Hague hade judiska föräldrar men uppfostrades som lutheran av en fosterfamilj vid namnet Hague, i ett försök att skydda honom från nazisternas judeförföljelser. I unga år flydde han till Italien, för att slippa värvas till Hitlerjugend. I Italien studerade han musik på Roms konservatorium (Conservatorio di Santa Cecilia). Han vann ett stipendium att komma till USA för att fortsätta sina studier i Cincinnati. 1942 avslutade Hague sina studier och tog strax därefter värvning i den amerikanska armén, som han tjänade i två år. Efter militärtjänsten arbetade han som kompositör och hade bland annat en hit på Broadway (1955 – samma år som han gifte sig med Renee med vilken han hade två biologiska samt ett adopterat barn) och fick två Tony-utmärkelser, såväl som en Grammy.
I Sverige är Hague mest känd för sin skådespelarroll som den tuffa men älskvärda musikläraren Benjamin Shorofsky i TV-serien Fame (1982-1987). Han har också spelat i ett stort antal andra TV-serier och filmer.
Hustrun Renee dog år 2000.